# Opechona parvasoma
Opechona parvasoma är en plattmaskart. Opechona parvasoma ingår i släktet Opechona och familjen Lepocreadiidae. Inga underarter finns listade i Catalogue of Life.